# Núi Alam-Kuh
Núi Alam-Kūh (tiếng Ba Tư: علم کوه; also: Alam Kooh) – Mount Alam – là một ngọn núi ở dãy núi Alborz ở phía bắc của Iran, huyện Kelardasht của tỉnh Mazandaran, tạo thành đỉnh cao của khối núi akht-e Suleyman. Với độ cao 4.848 m,, nó là đỉnh cao thứ hai ở Iran sau núi Damavand.

## Lịch sử leo núi

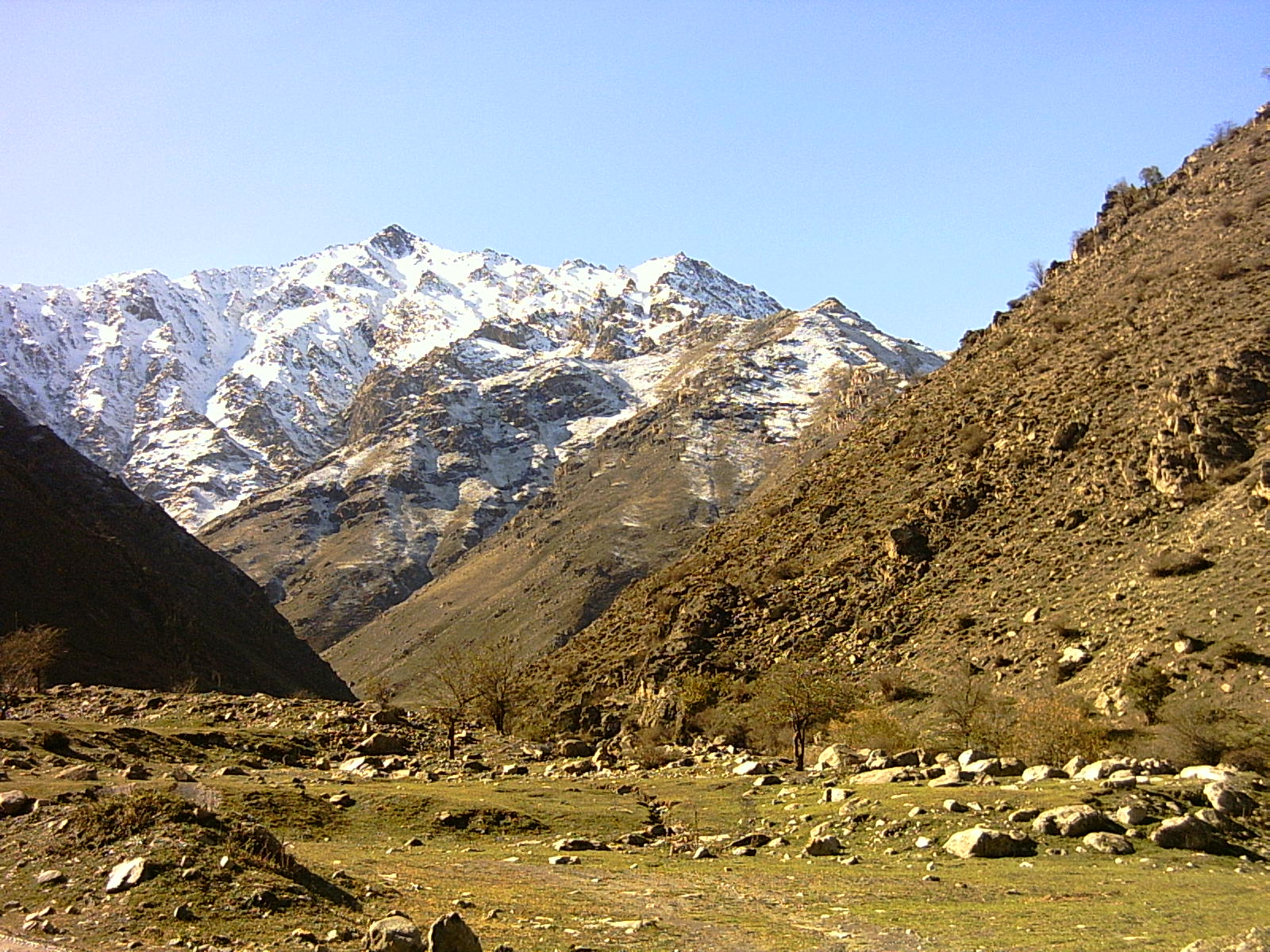
Một cảnh của Alam kuh

Cuộc leo núi lần đầu tiên lên đỉnh cao được ghi nhận đã được anh em người Đức Bornmüller thực hiện từ Hazarchal qua mặt phía Nam trong suốt cuộc thăm dò thực vật sáu tháng của họ về Alborz năm 1902.
Douglas Busk, một người leo núi người Anh, leo lên Alam-Kuh qua sườn núi phía đông năm 1933 và một lần nữa vào năm 1934 từ phía sườn phía tây .
Mặt đá hoa cương ở phía bắc cao 800 mét, cung cấp một số các tuyến leo núi khó khăn và thú vị nhất ở nước này tương đương với các tuyến leo núi chính ở dãy núi Alps ở châu Âu. Ngoài các nhà leo núi địa phương, mặt phía Bắc thu hút các đội leo núi châu Âu. Sự xuất hiện đầu tiên được biết đến từ phía bắc là bởi một toán người Đức (Gorter / Steinauer) vào năm 1936 qua ngọn núi tây bắc. Sau đó, các đội Pháp và Ba Lan đã thiết lập các tuyến đường khác ở phía Bắc vào những năm 1960 và 1970, đây là các tuyến kéo dài nhiều ngày theo tiêu chuẩn cao. Kế tiếp là một đội tuyển Anh đã lên đỉnh thành công vào năm 1978. Lên đỉnh vào mùa đông đầu tiên ở phía bắc đã được thực hiện bởi Mohammad Nouri vào năm 1991.

### Trận động đất 2004
Hầu hết các dây thừng cố định đã bị hư hỏng nghiêm trọng trong trận động đất mạnh 6,3 độ richter và hậu quả của vụ đá rơi vào năm 2004. Ngọn núi này đã đóng cửa cho những người leo núi trong vài tháng vì mối nguy hiểm của các tảng đá rơi và dây cáp rời.

### Địa hình và phương pháp tiếp cận
Dãy núi hỗ trợ tuyết và sông băng thường trực. Mặc dù dốc phía nam của dãy núi có xu hướng khô và cằn cỗi, các thung lũng phía Bắc dẫn đến Biển Caspian (cung cấp cách tiếp cận tốt nhất cho các ngọn núi) ẩm ướt và cây cối xum xê.